# 克盧查克角
克盧查克角（英語：Klutschak Point），是南極洲的海岬，位於南喬治亞群島，處於德米多夫角東南面4公里，在1775年由詹姆斯·庫克率領的英國探險隊繪入地圖，現時由英國海外領土管轄。